# Frogner (przystanek kolejowy)
Frogner – kolejowy przystanek osobowy w Frogner, w regionie Akershus w Norwegii, jest oddalony od Oslo Sentralstasjon o 29,86 km. Jest położony na wysokości 124,7 m n.p.m.

## Ruch pasażerski
Leży na linii Hovedbanen. Jest elementem  kolei aglomeracyjnej w Oslo. Przez stację przebiegają pociągi linii 440 i 450.  Stacja obsługuje Oslo Sentralstasjon, Drammen, Asker, Lillestrøm i Skøyen.
| Numer | Stacja początkowa | stacja końcowa |
| ----- | ----------------- | -------------- |
| 440   | Skien             | Dal            |
| 450   | Kongsberg         | Eidsvoll       |

Pociągi linii 440 odjeżdżają co godzinę; od Asker jadą trasą Askerbanen a między Oslo a Lillestrøm jadą trasą Gardermobanen. 
Pociągi linii 450 odjeżdżają co godzinę; od Asker jadą trasą Askerbanen a między Oslo a Lillestrøm jadą trasą Gardermobanen. 

## Obsługa pasażerów
Wiata, poczekalnia, parking na 150 miejsc, parking rowerowy, automat biletowy. Odprawa podróżnych odbywa się w pociągu.